# Aristophon
Aristophon (en grec ancien Ἀριστοφῶν) est un poète comique athénien du IVe siècle av. J.-C. rattaché à la « comédie moyenne ».
Il remporte sa première victoire au Lénéennes vers 350 av. J.C.
Nous conservons de lui les titres de huit comédies :
- Babias (Βαβίας)[2]
- Les jumeaux ou Pyraunos : (Δίδυμοι ἢ Πύραυνος)[3]
- Le médecin (Ἰατρός)[4]
- Callonidès (Καλλωνίδης)[5]
- Pirithoos (Πειρίθους)[6]
- Platon (Πλάτων)[7], sur le célèbre philosophe
- Les Pythagoriciens (Πυθαγοριστής)[8]
- Philonidès (Φιλωνίδης)[9]

en tout une quinzaine de fragments, transmis pour l'essentiel par Athénée de Naucratis et Stobée.

## Editions des fragments
- Kassel R., Austin C., Poetae Comici Graeci, T4, De Gruyter, 1983, p.1-11

- Kock T., Comicorum Atticorum fragmenta, T2, Teubner, 1884, p.276-282